# Arnoult
Der Arnoult ist ein Fluss in Frankreich, der im Département Charente-Maritime in der Region Nouvelle-Aquitaine verläuft. Er entspringt im Gemeindegebiet von Rétaud, entwässert generell in nordwestlicher Richtung und mündet nach rund 36 Kilometern knapp östlich von Rochefort in die Charente. Ab Pont-l’Abbé-d’Arnoult ist der Fluss kanalisiert und verläuft unter dem Namen Canal de Pont-l’Abbé weiter. Östlich von Échillais mündet dieser dann in den schiffbaren Canal de la Seudre à la Charente, der seinerseits die Gewässer des Arnoult schlussendlich in die Charente entlässt.

## Orte am Fluss
- Rétaud
- Varzay
- Soulignonne
- Saint-Sulpice-d’Arnoult
- Pont-l’Abbé-d’Arnoult
- Échillais